# Wygrane marzenia
Wygrane marzenia (ang. Coyote Ugly) – amerykański dramat z 2000 roku w reżyserii Davida McNally'ego.

## Fabuła
Piękna Violet Sanford mieszka ze swoim ojcem w małej mieścinie stanu New Jersey, gdzie pracuje w pizzerii i ma nadzieję na zostanie znaną autorką tekstów i muzyki piosenek. Pewnego dnia, w pogoni za marzeniami o zrobieniu kariery, wyjeżdża do Nowego Jorku, pozostawiając ojca i przyjaciółkę Glorię. Jej próby przebicia się w wielkim mieście spełzają na niczym, bo żadne studio nie chce przyjąć jej demo. Z kilkoma dolarami w kieszeni idzie do baru Coyote Ugly i odkrywa, że pracujące tam dziewczyny nieźle zarabiają z napiwków. Przekonawszy właścicielkę baru, Lil, znajduje zatrudnienie w barze i zostaje tzw. kojotką. Szybko okazuje się, że Violet musi się wiele nauczyć, m.in. jak opanować tremę przed publicznością. Zdarza się jej kilkakrotnie uciec na zaplecze, jak jednocześnie śpiewać, atrakcyjnie tańczyć i robić show. Przez cały czas marzy o karierze, jednak dociera do niej, że zostanie zauważona tylko wtedy, kiedy zaśpiewa własną piosenkę, na co jednak nie pozwala jej nieśmiałość.
Pewnej nocy stara się zostać zauważona przez łowcę talentów z muzycznej branży. Barman dla żartu przedstawia jej Kevina O’Donnella jako właściciela baru. Violet odkrywa oszustwo i uważa, że Kevin specjalnie zrobił z niej idiotkę, ale całe wydarzenie zbliża ich do siebie. Kevin pomaga jej przezwyciężać nieśmiałość na scenie. Zostają parą, choć Kevin ukrywa przed Violet swoją przeszłość. Kiedy zrezygnowana dziewczyna postanawia wrócić do New Jersey, zostaje zaproszona na wieczór debiutów, gdzie w końcu udaje się jej zdobyć wymarzony kontrakt.

## Obsada
- Piper Perabo jako Violet Sanford
- Adam Garcia jako Kevin O’Donnell
- John Goodman jako William „Bill” Sanford, ojciec Violet
- Maria Bello jako Lil
- Izabella Miko jako Cammie
- Bridget Moynahan jako Rachel
- Tyra Banks jako Zoe
- Melanie Lynskey jako Gloria
- Del Pentecost jako Lou
- Michael Weston jako Danny
- Melody Perkins jako Nowa Kojotka
- LeAnn Rimes jako LeAnn Rimes

## Nagrody
2001
- nagroda MTV Movie Awards dla Piper Perabo za najlepszą piosenkę[1]
- nominacja MTV Movie Awards dla Piper Perabo za najbardziej obiecującą aktorkę